# Banksy
Banksy es el seudónimo de un artista británico. Hay evidencia de que su nombre es Robbie Banks, y se cree que posiblemente haya nacido en el entorno de Bristol a mediados de la década de 1970. Participó en el documental Salida por la tienda de regalos, pero se desconocen otros detalles de su biografía. Según un estudio de la Universidad Queen Mary de Londres, publicado en marzo de 2016, Banksy podría ser un hombre llamado Robin Cunningham. También se ha especulado que Banksy sea el suizo Maître de Casson, algo que ha negado en su sitio web.

## Biografía
Nacido en 1973 o 1974, creció en Bristol. Se vio implicado en el grafiti durante el boom del aerosol de esta ciudad a finales de los años 1980. Su trabajo, en su gran mayoría piezas satíricas sobre política, cultura pop, moralidad y etnias, combina la escritura con grafitis, estarcidos y plantillas. Su técnica de estarcido es similar a la de Blek le Rat y a la de los miembros de la banda de anarco-punk Crass. Banksy reconoció la influencia de Blek le Rat, diciendo: "Cada vez que creo que he pintado algo ligeramente original, me doy cuenta de que Blek le Rat lo hizo mejor, solo que un año antes". Sus obras se han hecho populares al ser visibles en varias ciudades del mundo, especialmente en Londres.

Grafiti atribuido a Banksy, en Liverpool, Inglaterra.

En 2012 se publicó el libro Freedom Through Football: The Story Of The Easton Cowboys & Cowgirls, en donde se confirma la primera fotografía tomada a Banksy mientras realizaba un grafiti en Chiapas, México, en 2001.

## Identidad oculta
Banksy oculta su identidad real a la prensa general, a la policía y a sus seguidores, pero esto no impide que variados medios de comunicación publiquen cada cierto tiempo teorías sobre su verdadera identidad, a continuación un listado de las identidades especuladas:
En una entrevista de 2003 con Simon Hattenstone de The Guardian, Banksy es descrito como "un hombre blanco, de 28 años, con vestimenta casual y despreocupada: jeans, camiseta, un diente de plata, cadena de plata y arete de plata. Parece un cruce entre Jimmy Nail y Mike Skinner de las Calles".
El mismo medio describe que Banksy comenzó como artista a la edad de 14 años, fue expulsado de la escuela y estuvo en prisión por delitos menores. Según Hattenstone, "el anonimato es vital para él porque el graffiti es una actividad ilegal". También se cree que es blanco, de pelo rubio y alto. Durante 10 años a finales de la década de 1990, Banksy vivió en Easton, Bristol, y luego se mudó a Londres alrededor de 2000.

Hombre desnudo, imagen obra de Banksy, en Park Street, Bristol, en la pared de un centro de planificación familiar. Según la consulta popular efectuada, el ayuntamiento ha decidido que esta imagen no será borrada. (Visión más amplia).

Se cree comúnmente que Banksy es Robin Cunningham, nacido el 28 de julio de 1973 en Yate, a 19 km de Bristol. Varios de los asociados y excompañeros de Cunningham en la Escuela de la Catedral de Bristol han corroborado este rumor y en 2016, un estudio encontró que la incidencia de las obras de Banksy se correlacionaba con los movimientos de Cunningham en la zona.
Según The Sunday Times, Cunningham comenzó a emplear el nombre de Robin Banks, nombre que finalmente se convirtió en Banksy. Existen dos carátulas de casete con su obra de 1993, realizadas para la banda de Bristol Mother Samosa, que llevan su firma.
En junio de 2017, DJ Goldie se refirió a Banksy como "Rob" en una entrevista para un podcast.
Se especulaba que Banksy es Robert Del Naja (también conocido como 3D), líder de la banda de trip hop Massive Attack, quien fue un artista de grafitis durante la década de 1980 antes de formar la banda y previamente había sido identificado como amigo personal de Banksy. Sin embargo, el estudio de la vida de los dos artistas sugiere que esto no es probable.
También se sopechaba de Jamie Hewlett, dibujante y diseñador de cómics inglés conocido por su obra Tank Girl y la banda virtual Gorillaz. Pero Joanna Brooks, publicista de Banksy, negó esta afirmación.
En octubre de 2014, circuló un "Hoax" (un bulo o engaño en Internet) de que Banksy había sido arrestado y se había revelado su identidad bajo el nombre de Paul Horner, en donde hasta Donald Trump celebró la detención, llamándolo "terrorista" a través de su cuenta de Twitter.
El 16 de abril de 2020, en una publicación de Instagram, Banksy se refirió a la necesidad de permanecer aislado en casa durante la pandemia de COVID-19, mostrando imágenes de ratas corriendo locamente dibujadas en las paredes y el asiento del inodoro en su baño. Con esto planteó nuevas especulaciones sobre su vida privada al decir: "Mi esposa odia cuando trabajo desde casa".
En septiembre de 2020, apareció una teoría de una nueva identidad a través de Twitter, en donde se especularía que Banksy es el presentador del programa de televisión Art Attack, Neil Buchanan conocido por sus habilidades artísticas para hacer enormes obras de exterior. La teoría presenta, como evidencia, que el presentador es uno de los músicos de la banda de heavy metal La Marseille, formada en 1976 y que paralelamente su arte ha seguido intacta en las ciudades en que donde supuestamente la banda ha hecho espectáculos musicales. Dicha banda lleva inactiva desde el año 2012, año en que justo Banksy alcanzó una gran popularidad en los medios de comunicación.

Hace todo esto y permanece en el anonimato. Creo que eso es genial. En estos días todo el mundo intenta ser famoso. Pero tiene el anonimato.
(Brad Pitt)
Vallely, Paul (23 de septiembre, 2006). "Banksy: The joker". The Independent.

## Eventos y obras significativas

Un grafiti atribuido a Banksy en Belén.

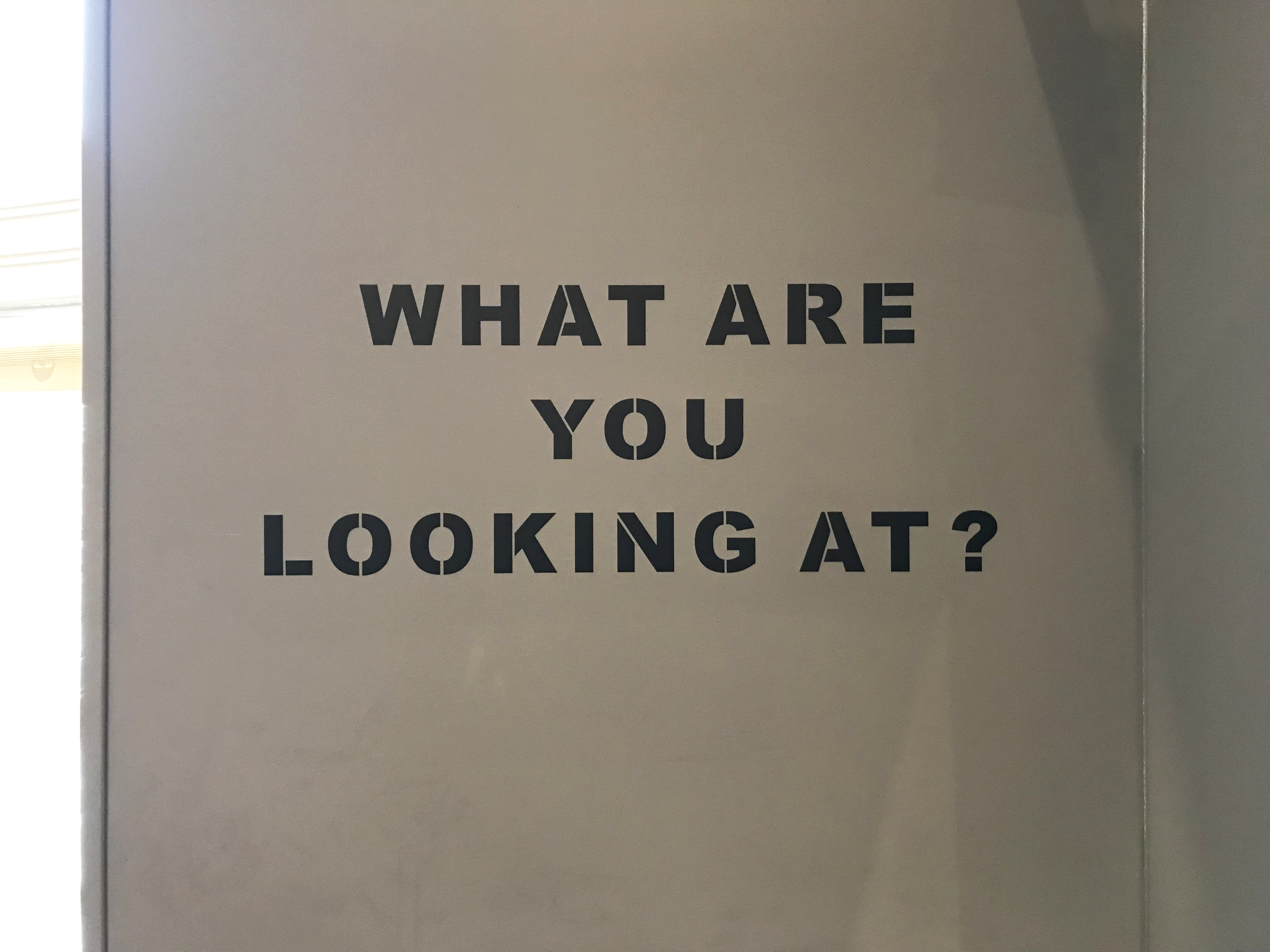
Exposición de Banksy en Amsterdam, 2018.

### Salga por la tienda de regalos(2010)
Para el estreno mundial de la obra cinematográfica titulada en inglés como "Exit Through the Gift Shop" en el festival de cine Sundance en Park City, Utah, el 24 de enero, Banksy creó diez obras de arte de calle alrededor de Park City y de Salt Lake City.
En febrero, el establecimiento (pub) conocido como “La Casa Blanca” (The Witehouse) en Liverpool, Inglaterra, fue vendido por 114 000 £ en una subasta. En un muro lateral del edificio hay una imagen de una rata gigante creada por Banksy.
En marzo del 2010, la obra "Perdone que entremos sin permiso" (Forgive Us for Trespassing) estuvo en exhibición en el Puente de Londres junto con la compañía de arte llamada Art Below que presentaba espectáculos en el metro de Londres. La obra fue censurada por el organismo de gobierno local Transport for London, así, prohibiendo el trabajo con su aureola, por la preponderancia del grafiti en el metro.
La obra se mostró sin la aureola sobre la cabeza del niño, pero después de unos días un grafitista volvió a pintarla, por lo que el TfL eliminó el cartel. La noticia apareció en la prensa, que publicó varios artículos señalando el progreso del póster.
En abril, para coincidir con el estreno de “Salga por la tienda de regalos” en San Francisco, cinco de sus trabajos aparecieron en varias partes de la ciudad. Al parecer, Banksy le pagó a un dueño de un edificio en el barrio chino de San Francisco cincuenta dólares para hacer uso de la pared para uno de sus esténciles.
En mayo, para coincidir con el estreno de “Salga por la tienda de regalos” en Royal Oak, Banksy visitó el área de Detroit y dejó su marca en varios lugares en Detroit y en Warren. Un poco después, su trabajo mural que muestra a un niño pequeño cogiendo una lata de pintura roja junto a las palabras: “Recuerdo cuando todo esto eran árboles” fue extraído de la pared por 555 Nonprofit Gallery and Studios. Los responsables de la galería dicen que no intentan vender la obra sino que planean conservarla y mostrarla en su establecimiento de Detroit. También hubo un intento de extraer una de las obras en Warren conocida como “La niña del diamante”.

### 2012
En mayo, su obra “Rata con paracaídas” que fue pintada en Melbourne en los últimos años de la década de 1990, fue destruida accidentalmente por unos fontaneros al instalar unas nuevas tuberías.

### 2013
En 2013 Banksy publicó una foto en la que critica el papel de la publicidad en la sociedad, recalcando los estereotipos que impone y el control que se ejerce por medio de ella.

### 2014
En octubre de 2014, se encontró un nuevo mural de Banksy llamado Girl with a Pierced Eardrum (Chica con un tímpano perforado), el cual se refiere a una parodia del famoso cuadro de Johannes Vermeer llamado Girl with a Pearl Earring (Chica con un arete de perla), cambiando la valiosa joya por una alarma de seguridad en la fachada de un estudio de grabación en Hanover Place, Brístol. El mural atrajo gran atención ya que se exhibió en la ciudad donde creció el artista y apareció después de un gran rumor sobre su presunto arresto.

### 2015
El 22 de agosto de 2015 Banksy inaugura Dismaland, una instalación temporal a modo de parque temático erigido en colaboración con 58 artistas elegidos personalmente por el autor.
En diciembre de 2015 apareció un nuevo mural de Banksy en el que se retrata al fallecido cofundador y CEO de Apple, Steve Jobs en un campo de refugiados de Calais. La foto de Jobs con una mochila al hombro y un Macintosh en su mano, tiene como título “el hijo de un inmigrante de Siria”.
El mural denuncia las condiciones en las que viven los refugiados sirios en el campamento "La jungla" de Calais. El gobierno francés protegerá la obra.

### 2016
En enero de 2016 continúa su denuncia sobre la situación de los refugiados. Su obra aparece ante la embajada francesa en Londres en el barrio de Knightsbridge. Sobre un tablón de madera aparece la niña del cartel del musical Les Misérables, con la bandera francesa rasgada a sus espaldas y un reguero de lágrimas en sus mejillas, causadas por un bote ficticio de gases lacrimógenos. En la zona inferior, un código QR remite a un vídeo en YouTube donde puede verse a la policía usando gases lacrimógenos para desalojar el campamento de refugiados conocido como La Jungla en Calais, el 5 de enero de ese mismo año. Es la primera obra en Londres desde los juegos olímpicos y el primer "estarcido" interactivo del artista.

### 2017
En marzo de 2017 se inaugura el hotel "Walled Off" (Amurallado) en la ciudad palestina de Belén. Con un eslogan que lo anuncia como el hotel con "las peores vistas del mundo", se encuentra ubicado frente al muro de separación israelí de Cisjordania. Todas sus habitaciones están decoradas por Banksy, y su objetivo declarado es tanto atraer turistas a la ciudad como exponer obras de artistas palestinos a un público internacional e israelí. En un pequeño museo ubicado dentro del hotel hay una estatua de Lord Balfour firmando su famosa declaración.
En verano de este año aparece en diferentes medios de comunicación extranjeros (Le Figaro, Dayly Telegraph, The Times...) una invitación a Banksy para acudir al festival de arte urbano del barrio de Canido en Ferrol en el muro de la casa en donde nació Francisco Franco. Esta noticia aparece reseñando la importancia del festival y argumentando la importancia del evento que daría la oportunidad de que albergara la "primera obra de Banksy oficialmente confirmada en España" algo falso, ya que el mismo Banksy en su libro "Existencilism" (2002) afirma que hizo varios grafitis en el Zoo de Barcelona al inicio de su carrera que posteriormente fueron borrados.
En el mes de septiembre, Banksy participa con dos nuevos murales en una exposición en el centro de arte Barbican (Londres), sobre el afamado grafitero neoyorquino Jean-Michel Basquiat.
También en este mismo mes el artista dona una obra a la ONG Art the Arms Fair para la causa del desarme y como denuncia de las víctimas civiles causadas por la industria armamentística con sus ferias de armas. En este caso, probablemente, se hace referencia a unos "daños colaterales" que sucedieron en la guerra civil Siria en Rojava la semana anterior a la creación-presentación pública de esta obra donada.

### 2018
En el festival de Graffitti de la Meninas del barrio de Canido en Ferrol se reservó a Banksy una pared, después de publicar una invitación en varios periódicos extranjeros. En esa pared alguien representó una pareja de dos guardias civiles besándose en la boca, con un estilo que se parece al de Banksy, aunque la calidad del trazo parece inferior a la del pintor inglés. En una casa abandonada vecina de la que apareció con la pintada de los guardias civiles besándose, apareció otra pintura que representa a la Infanta Margarita de Velázquez armada con una cimitarra en su mano derecha y con un feto colgando de su izquierda. Sobre el vestido se puede leer la inscripción "Let them to live" que haría referencia a la defensa de los derechos de la infancia y de los no nacidos. Parece, sin embargo, poco probable que Banksy abogue por tal causa y sobre todo que desconozca la gramática del inglés hasta el punto de cometer un error como el de la frase transcrita, cuya forma correcta sería "Let them live". Un error como ese es más probable en un hablante no nativo de inglés.
En octubre de 2018, la famosa obra del artista “Girl With Balloon” ("Niña con globo") se autodestruyó tras ser subastada por 1,04 millones de libras en Sotheby's, la casa de subastas londinense, por el triple de lo previsto y récord para el artista.
El propio Banksy difundió una fotografía en Instagram del momento en que el lienzo se hace trizas al pasar por una trituradora de papel instalada en la parte inferior del marco.
La casa de subastas declaró que se había creado una nueva obra de arte durante el proceso de destrucción, cambió su nombre por "Love is in the bin" y dio la opción al adjudicatario a cancelar su puja, pero este confirmó su compra por el precio del remate.

### 2019
En 2019 se produce la primera exposición de Banksy en España "Banksy: Genious or Vandal?" que se publicita explícitamente como "no autorizada" en el Ifema de Madrid.
A principios de 2019 aparece también su "no autorizada" academia reformada. Sin rastro de obras de arte urbano, pero presentando otras obras de arte como montajes fotográficos de activismo de corte ecosexual así como un manifiesto que haría referencia a este movimiento.
En octubre del 2019 se subastaría en Sotheby´s la obra "Devolved Parliament" por once millones de euros, multiplicando por nueve su precio estimado de salida.

### 2020
En agosto de 2020 se dio a conocer que financió, económica y artísticamente, un barco para rescatar migrantes y refugiados en el Mediterráneo. Realizando el jueves 27 de agosto una primera operación en la que subió a bordo a 89 personas que viajaban a bordo de un bote hinchable.

### 2023
En noviembre de 2022 pintó una gimnasta como símbolo de esperanza sobre las ruinas de la guerra de Ucrania. En concreto, lo hizo en la pared de un edificio destruido por los bombardeos rusos en la ciudad de Borodyanka.
En junio de 2023, la Galería de Arte Moderno de Glasgow inauguró una exposición de las obras del artista de los últimos 25 años que estuvo abierta al público hasta el 28 agosto de ese mismo año.

### 2024
En marzo de 2024 pintó un mural que representaba el follaje de un árbol detrás de un tronco real, en el lateral de un bloque de viviendas de la calle Hornsey Road, en el barrio de Finsbury Park, en el norte de Londres.

## Críticas
- En 2004 el colectivo Space Hijackers repartió octavillas frente a una exposición de Banksy para resaltar el irónico uso que el artista hace del imaginario anticapitalista y de protesta, mientras trabaja para grandes empresas y galerías de arte.[59]

- Peter Gibson, portavoz de la campaña Keep Britain Tidy, considera que su obra, como la de otros grafiteros es mero vandalismo.[60] Diane Shakespeare, oficial de la misma organización, manifestó: «Nos preocupa que Banksy glorifique algo que no es esencialmente más que vandalismo».[61]

### Vandalismo ante obras
A tan solo 24 horas de su creación, la obra Girl with a Pierced Eardrum en Brístol (Chica con un tímpano perforado) fue manchada con pintura negra en un acto de vandalismo y crítica hacia el artista. Aunque no es la primera vez que sucede este tipo de daños en contra de su obra, en la pieza llamada Art Buff en Kent, Londres dos semanas después de su exposición apareció un pene y su pieza en Cheltenham, Gloucestershire sobre la excesiva vigilancia del gobierno hacia el estado fue vandalizada con spray rojo y plateado. Otro caso fue el famoso mural de Mild Mild West en Stokes Croft manchado con pintura roja. Por la importancia y posicionamiento que este artista ha logrado a través de los años ahora sus piezas son protegidas con fibras de vinilo que permiten una restauración ante este tipo de daños.

## Libros publicados
Banksy ha publicado varios libros con fotografías de su obra en distintas ciudades, además de sus lienzos de trabajo y sus exposiciones, acompañando las imágenes de sus subversivos y a menudo agudos escritos.
- Banging your head against a brick wall ("Golpeando tu cabeza contra una pared de ladrillo"), libro publicado en blanco y negro en 2001.
- Existencilism (de existencialism —"existencialismo"— y stencil —"estarcido"—), (2002).
- Cut it Out ("Córtatelo"- aludiendo a la práctica del uso del bisturí al hacer los "stencils", las plantillas) (2004).
- Wall and piece (2005).

## Películas
En el año 2010, Banksy estrena su primera película como realizador cinematográfico, el documental Exit Through the Gift Shop, en el que el protagonista Thierry Guetta, un aficionado a las grabaciones, conoce a Banksy gracias a la investigación que realizaba sobre el arte urbano y empieza a descubrir lo fascinante de la obra del artista callejero. La película tuvo una excelente acogida por parte de la crítica. El documental fue nominado al Oscar (2011) a la mejor película documental y fue ganadora del Independent Spirit Awards (2010) a la mejor película documental.

## Su actividad en museos
Banksy también es conocido por haberse introducido disfrazado, en famosos museos de todo el mundo, para colgar algunas de sus obras de manera clandestina. De este modo, ha colocado obras suyas en:
- la Galería Tate Modern de Londres
- el MOMA (Museum of Modern Art), Museo Metropolitano de Arte
- el Museo de Brooklyn
- el Museo Americano de Historia Natural de Nueva York
- el Museo Británico de Londres.

## En la cultura popular
En Los Simpson aparece en el episodio MoneyBART de la temporada 22, en la secuencia de apertura donde toda la ciudad de Springfield está llena de grafitis escritos por él. Bart con la boca tapada escribe en el Gag de la pizarra: "No debo escribir en las paredes" escrito en todas partes. En el gag del sofá de la serie de dibujos animados, después de que la familia se sienta en el sofá, se puede ver una oscura fábrica asiática donde hay unos trabajadores usando animales casi muertos para hacer productos relacionados con la serie. Esto ha generado gran polémica debido a que buena parte de la producción del programa se realiza a través de una compañía de Corea del Sur, siendo esto una gran burla a la cadena Fox. Su nombre aparece también escrito en una pared en el capítulo en el que Bart recibe un Óscar por el corto de Papá furioso.
Una referencia más a Banksy en la serie animada se muestra en el capítulo 15 de la temporada 23 llamado "Exit Through the Kwik-E-Mart" (Salida por el Kwik-E-Mart en Latinoamérica) el cual hace alusión al documental "Exit through the Gift Shop" (2010) en el cual Bart toma el papel de Banksy como "el Barto" y se encuentra con Shepard Fairey (quien también aparece en el documental) y otros artistas callejeros.

## En la literatura
El personaje Sniper de la novela de Pérez-Reverte El francotirador paciente está inspirado en Banksy.